# Орикаса, Фумико
Фумико Орикаса (яп. 折笠 富美子 Орикаса Фумико) — певица и одна из известнейших сэйю в Японии.

## Биография
Фумико Орикаса родилась 27 декабря 1974 года в Токио. Так как она росла в семье без отца и видела, как приходится работать матери, она не планировала поступать в колледж. Во втором классе школы она приняла участие в прослушиваниях в труппу Super Eccentric Theater и прошла. Параллельно третьему году обучения в школе она занималась в школе актёрского мастерства SET. Она сдала выпускной экзамен и присоединилась к труппе в 1993 году, в её составе в том числе снималась в дорамах на телевидении.
Её дебют в качестве сэйю состоялся в 1999 году в аниме «Крутой учитель Онидзука», где она озвучила одну из основных ролей — Адзуса Фуюцуки. С тех пор принимала участие в озвучивании самых разных аниме и видеоигр, а также дубляже зарубежных фильмов. Она также выпустила несколько альбомов и синглов как певица. Её голос — сопрано. Изначально сотрудничала с компанией Tokyo Actor's Consumer's Cooperative Society (1999 — 28 февраля 2007), а затем перешла в Atomic Monkey.
В 2011 году Орикаса вместе с другими сэйю участвовала в благотворительных акциях, организованных в пользу пострадавших в ходе землетрясения в Японии.

## Фильмография
1999
- «Крутой учитель Онидзука» — Адзуса Фуюцуки, Кёко Сасаки, Мияко Фудзиёси
- One Piece — Мисс Вэлентайн, Ванда

2000
- Boogiepop Phantom — Саки Ёсидзава
- Hajime no Ippo Rising — Юки
- Vandread — Мейя Гисборн
- InuYasha — Эндзю, Надзуна, Сара-химэ

2001
- Digimon Tamers — Руки Макино
- Figure 17 Tsubasa & Hikaru — Хикару Сиина
- I My Me! Strawberry Eggs — Сэйко Касуганомити
- Vandread: The Second Stage — Мейя Гисборн
- «Хеллсинг» — Виктория Серас

2002
- Genma Taisen — Меена
- «Чобиты» — Юдзуки
- Tokyo Mew Mew — Ирука
- Atashin'chi — Микан Татибана
- «Союз Серокрылых» — Хикари
- Saishū Heiki Kanojo (Saikano) — Тисэ
- RahXephon — Ким Хотару

2003
- Ashita no Nadja — Сильви Арте
- Gad Guard — Араси Синодзука
- Zatch Bell! — Шерри Белмонт
- Scrapped Princess — Пацифика Касулл
- Battle Programmer Shirase — Ёрико Юноки
- «Стальной алхимик» — Лидия
- Kaleido Star — Марион Бенини
- Stellvia of the Universe — Яёй Фудзисава

2004
- Kaiketsu Zorori — принцесса Элзи
- Kyou Kara Maou! — Элизабет
- Agatha Christie's Great Detectives Poirot and Marple — Мэйбл Уэст
- «Блич» — Рукия Кучики, Хисана Кучики, Чаппи, Асисоги Дзидзо
- Mobile Suit Gundam SEED Destiny — Мейрин Хоук

2005
- Jinki: Extend — Аоба Цудзаки
- Futari wa Pretty Cure — Кацуко Нагасава
- Onegai My Melody — Рису-кун, Комми
- Pani Poni — Химэко Катагири
- Ichigo Mashimaro — Мацуока Миу
- Hell Girl — Инори Удзииэ

2006
- Gin Tama — Кюбэй Ягю
- Higurashi When They Cry — Румико Тиэ
- Tokko — Сакура Рокудзё
- Code Geass: Lelouch of the Rebellion — Ширли Фенетте, Аямэ Футаба
- Ayakashi Ayashi — Атору

2007
- Skull Man — Мая Куросио
- Dennō Coil — Юко Оконоги
- «Демон против демонов» — Леди
- Jushin Enbu — Таки

2008
- The Tower of Druaga — Каая
- Vampire Knight — Сидзука Хио
- Telepathy Shōjo Ran — Момоко Охара
- Hyakko — Торако Кагэяма
- Inazuma Eleven — Аки Кино, Анжело Кабрини
- Xam'd: Lost Memories — Хару Нисимура

2009
- Birdy the Mighty: Decode 02 — Марина
- Fullmetal Alchemist: Brotherhood — Риза Хаукай
- Stitch! Itazura Alien no Daibōken — Саэ
- InuYasha — Хитомико
- Tamagotchi! — Пианичи
- Kobato — Саяка Окиура

2010
- HeartCatch PreCure! — Адзуса Такагиси
- Sgt. Frog — Канаэ Токива
- Nurarihyon no Mago — Юкари
- Starry Sky — Цукико Яхиса

2011
- Dog Days — Лиф Лан де Шар Гарва
- Toriko — Корё
- Suite PreCure — Канадэ Минамино / Кюр Ритм
- Sket Dance — Юки Рэйко
- Inazuma Eleven GO — Итино Нанасукэ, Аки Кино
- Digimon Xros Wars: The Boy Hunters Who Leapt Through Time — Руки Макино
- Last Exile: Fam, the Silver Wing — Васант
- «Тетрадь дружбы Нацумэ» — Мурасаки

2012
- Kuroko's Basketball — Сацуки Момои
- Rock Lee & His Ninja Pals — Котори Утиха

2013
- Inazuma Eleven GO: Galaxy — Повай Питёри

2014
- Tokyo Ghoul — Рёко Фуэгути
- Mysterious Joker — принцесса Паприка

2015
- Ushio and Tora — Хидзаки Микадо

2016
- Luck & Logic — Артемида

2017
- Little Witch Academia — Лотте Янсон
- 18if — Соно
- Elegant Yokai Apartment Life — Харука Аоки
- Altair: A Record of Battles — Цецелия Брега

2018
- Junji Ito Collection — Риса

2019
- Meiji Tokyo Renka — Джейн
- Knights of the Zodiac: Saint Seiya — Саори Кидо
- Cop Craft — Сесил Эпс
- Ascendance of a Bookworm — Ева
- Beastars — мать Хару

2020
- Appare-Ranman! — София Тейлор

2021
- Mars Red — Аой Сирасэ
- Bleach: Thousand-Year Blood War — Рукия Кучики

Неизвестная дата
- Prince Mackaroo — Адзяримару